# Spiroplasma litorale
Spiroplasma litorale è una specie di batterio appartenente alla famiglia delle Spiroplasmataceae.